# М-теорія
M-тео́рія — сучасна фізична теорія, створена з метою об'єднання фундаментальних взаємодій. 

## Загальний опис
Як базовий об'єкт використовується так звана «брана» (багатовимірна мембрана) — протяжний двовимірний або з великим числом вимірів (n-брана) об'єкт.
В середині 1990-х Едвард Віттен та інші фізики-теоретики виявили вагомі докази того, що різні теорії суперструн являють собою різні граничні випадки нерозробленої поки 11-мірної М-теорії. Це відкриття ознаменувало другу суперструнну революцію. Коли Віттен дав назву М-теорії, він не уточнював, що позначає М, імовірно, тому, що не відчував за собою права давати назву теорії, яку він не міг повністю описати. Припущення про те, що може позначати М, стало грою серед фізиків-теоретиків. Одні кажуть, що М означає «Містична», «Магічна» або «Материнська». Більш серйозні припущення — «Матрична» і «Мембранна». Скептики помітили, що М може бути перевернутою W — перша літера імені Witten (Віттен). Інші припускають, що М в М-теорії має означати «Відсутня» (англ. Missing) або навіть «Туманна» (англ. Murky).
Як правило, класична (не квантова) релятивістська динаміка n-бран будується на основі принципу найменшої дії для Многовиду розмірності n + 1 (n просторових вимірів плюс один часовий), що знаходиться в просторі вищої розмірності. Координати зовнішнього простору-часу розглядаються як поля, задані на многовиді брани. При цьому група Лоренца стає групою внутрішньої симетрії цих полів.

### Дуальності
У середині 1980-х теоретики прийшли до висновку, що суперсиметрія, яка є центральною ланкою теорії струн, може бути включена в неї не одним, а п'ятьма різними способами, що призводить до п'яти різних теорій: типу I, типів IIA і IIB, і двох гетеротичних струнних теорій. З міркувань здорового глузду (не може діяти одночасно 2 варіанти одного і того ж фізичного закону) вважалося, що тільки одна з них могла претендувати на роль «теорії всього», причому та, яка при низьких енергіях і компактифікованих шести додаткових вимірах узгоджувалася б з реальними спостереженнями. Залишалися відкритими питання про те, яка саме теорія найадекватніша і що робити з іншими чотирма теоріями.
У ході другої суперструнної революції було показано, що таке наївне уявлення хибне: всі п'ять суперструних теорій тісно пов'язані одна з одною, будучи різними граничними випадками єдиної 11-вимірної фундаментальної теорії (М-теорія).
Всі п'ять суперструнних теорій пов'язані одна з одною перетвореннями, іменованими дуальностями. Якщо дві теорії пов'язані між собою перетворенням дуальності (дуальним перетворенням), це означає, що першу з них можна перетворити так, що одна з її меж буде еквівалентна другій теорії.
Крім того, дуальності пов'язують величини, які вважалися різними. Великі і малі масштаби, сильні та слабкі константи зв'язку — ці величини завжди вважалися абсолютно чіткими межами поведінки фізичних систем як в класичній теорії поля, так і в квантовій. Струни, тим не менш, можуть усувати відмінність між великим і малим, сильним і слабким.

### Т-дуальність
Припустимо, ми знаходимося в десятивимірному просторі-часі, що означає, що у нас дев'ять просторових і один часовий вимір. Уявімо один з просторових вимірів колом радіуса {\displaystyle R\,\!}, такого щоб при переміщенні в цьому напрямку на відстань {\displaystyle L=2\pi R\,\!} повернутися в ту ж точку, звідки стартували.
Частинка, що мандрує по колу, має квантований імпульс, що дає певний внесок у повну енергію частинки. Однак для струни все буде інакше, оскільки на відміну від частинки струна може «намотуватися» на коло. Число оборотів навколо кола називається «топологічним числом», і ця величина також квантована. Ще однією особливістю струнної теорії є те, що імпульсні моди та моди витків (гвинтові моди) є взаємозамінними, тому що можна замінити радіус {\displaystyle R\,\!} кола величиною {\displaystyle L_{st}^{2}/R}, де {\displaystyle L_{st}\,\!} — Довжина струни. Якщо {\displaystyle R\,\!} значно менше довжини струни, то величина {\displaystyle L_{st}^{2}/R} буде дуже велика. Таким чином, змінюючи імпульсні моди і гвинтові моди струни, можна перемикатися між великим і дрібним масштабом.
Цей тип дуальності називають Т-дуальністью. Т-дуальність пов'язує теорію суперструн типу IIA з теорією суперструн типу IIB. Це означає, що якщо взяти теорію типу IIA і теорію типу IIB і компактифікувати їх на коло, а потім поміняти гвинтові і імпульсні моди, а значить, і масштаби, то можна побачити, що теорії помінялися місцями. Те ж саме вірно і для двох гетеротичних теорій.

### S-дуальність
З іншого боку, у будь-якої фізичної взаємодії є своя константа зв'язку. Для електромагнетизму константа зв'язку пропорційна квадрату електричного заряду. Коли фізики вивчали квантові аспекти електромагнетизму, то у них не вийшло побудувати точну теорію, яка б описувала поведінку на всіх енергетичних масштабах. Тому вони розбили весь діапазон енергій на відрізки і для кожного з них побудували рішення. Кожному з цих відрізків відповідала своя константа зв'язку. При нормальних енергіях константа зв'язку мала, і на найближчих декількох відрізках її можна використовувати як хороше наближення до її реальних значень. Проте, коли константа зв'язку велика, методи, використовувані при роботі з нормальними енергіями, вже не працюють, і ці відрізки стають даремними.
Аналогічна картина в струнній теорії. У ній теж є своя константа зв'язку, однак, на відміну від теорій елементарних частинок, струнна константа зв'язку — це не просто число, а параметр, що залежить від певної коливальної моди струни, званої ділатоном. Зміна знаку поля ділатона на протилежний змінює константу зв'язку з дуже великої на дуже маленьку. Такий тип симетрії називається S-дуальністю. Якщо дві теорії пов'язані між собою S-дуальністю (S-дуальні одна одній), то одна з цих теорій, з сильним зв'язком (сильною константою зв'язку), буде еквівалентною іншій теорії, зі слабким зв'язком. Необхідно зауважити, що теорії з сильним зв'язком не можна досліджувати шляхом розкладання в ряди (такі теорії називають непертурбативними, на відміну від пертурбативних, які можна розкладати в ряди), а теорії зі слабким зв'язком — можна. Таким чином, якщо дві теорії S-дуальні одна одній, то достатньо зрозуміти слабку теорію, оскільки це еквівалентно розумінню сильної теорії.
Суперструнні теорії пов'язані S-дуальністю наступним чином: суперструнна теорія типу I S-дуальна гетеротичній SO (32) теорії, а теорія типу IIB S-дуальна сама собі.

### U-дуальність
Існує також симетрія, що зв'язує перетворення S-дуальності і T-дуальності. Вона називається U-дуальністю й найчастіше зустрічається в контексті так званих U-дуальних груп симетрії в М-теорії, визначених на конкретних топологічних просторах. U-дуальність являє собою об'єднання в цих просторах S-дуальності і T-дуальності, які, як можна показати на D-брані, не комутують одна з одною.
Розвиток 11-вимірної М-теорії дозволив фізикам зазирнути за межі часу, перед яким стався Великий вибух. Швидше за все ця теорія буде видозмінюватися, дозволить виділити значно більшу кількість просторів, а можливо визнати можливість існування абсолюту поза простором-часом.